# Izba Handlu Zagranicznego NRD

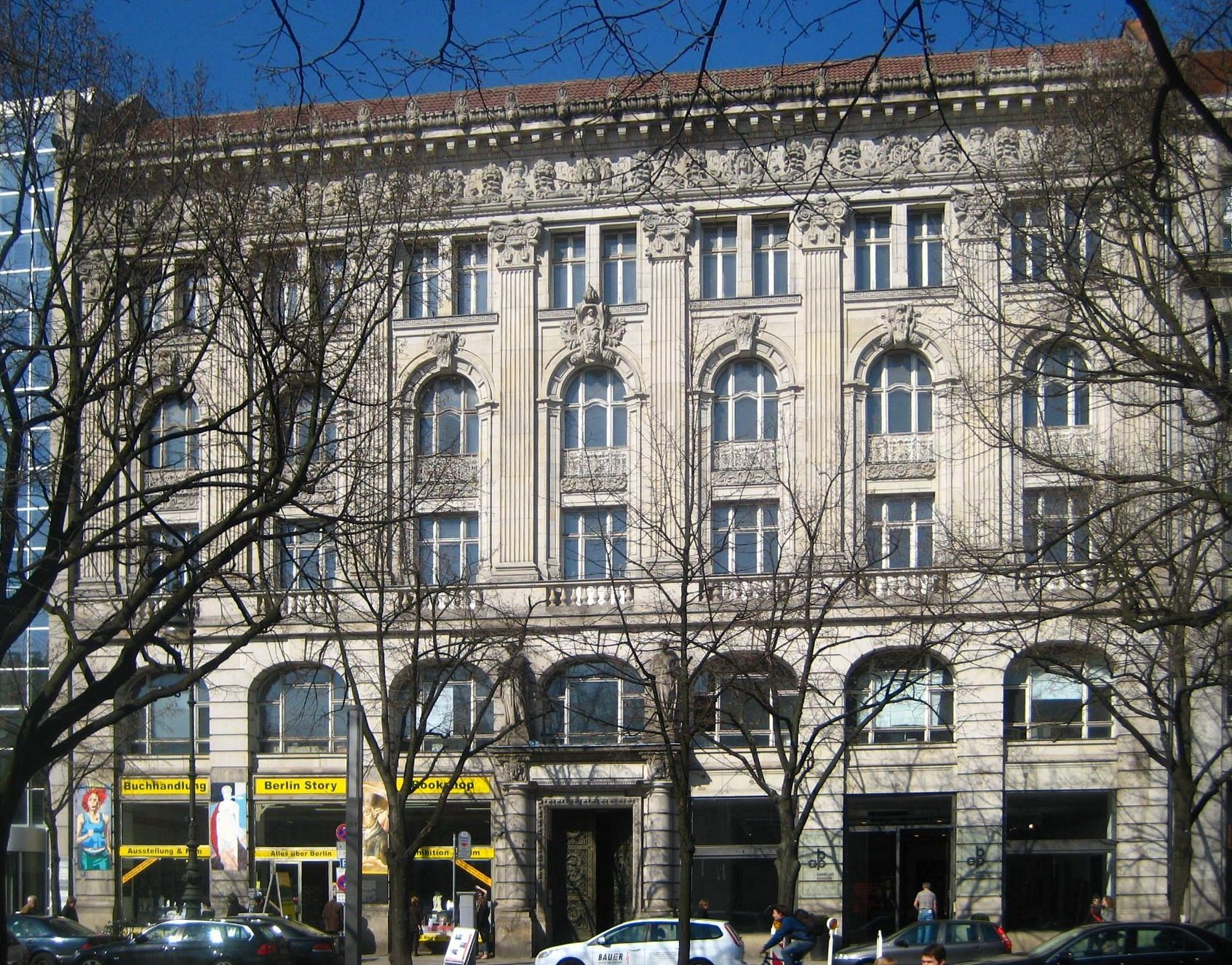
b. siedziba Izby Handlu Zagranicznego przy Unter den Linden (1955–1972)

Izba Handlu Zagranicznego NRD (Kammer für Außenhandel – KfA)) – była organizacja zrzeszająca przedsiębiorstwa i organizacje zajmujące się eksportem i importem towarów NRD.

## Historia
Główną przesłanką utworzenia w 1952 przez ówczesne Ministerstwo Handlu Zagranicznego i Handlu Wewnątrzniemieckiego NRD Izby Handlu Zagranicznego, były dotychczasowe trudności z zawieraniem przez NRD państwowych umów handlowych, zwłaszcza z państwami zachodnimi. KfA formalnie była „organizacją samorządową” przedsiębiorstw i organów NRD zajmujących się handlem zagranicznym.
Głównym zadaniem KfA było początkowo nawiązywanie kontaktów z partnerami biznesowymi w państwach zachodnich oraz zawieranie umów handlowych poniżej szczebla rządowego (tzw. umów izbowych) z państwami zachodnimi. Wraz z ustanowieniem na początku lat 70. przedstawicielstw handlowych i izb w państwach zachodnich, ale także w krajach rozwijających się, NRD próbowała przeciwdziałać blokadzie dyplomatycznej doktryną Hallsteina. Od 1972 na ich bazie zaczęto tworzyć sieć placówek dyplomatycznych NRD.
W 1990 prezydium KfA podjęło decyzję o rozwiązaniu izby.

## Przedstawicielstwa izby
pełniące funkcję półoficjalnych, niedyplomatycznych przedstawicielstw NRD w tych krajach:

- Austria 1954–1973
- Belgia 1955–1973
- Birma 1955–1960
- Dania 1957–1973
- Francja 1956–1973[5]
- Grecja 1955–1973
- Holandia 1955–1973
- Indonezja 1954–1958
- Irlandia 1957–1972
- Jugosławia 1956–1957
- Norwegia 1957–1973
- Szwecja 1957–1972
- Turcja 1955–1974
- Wielka Brytania 1959–1971[6]

## Handlowy Sąd Polubowny
KfA utrzymywał Handlowy Sąd Polubowny (Handelsschiedsgericht) do rozstrzygania sporów z zakresu prawa handlowego w zakresie obsługi handlu zagranicznego.

## Trybunał Arbitrażowy
W latach 1954–1990 przy Izbie Handlu Zagranicznego funkcjonował Trybunał Arbitrażowy (Schiedsgericht) (w skrócie SG-KfA). W stosunku do kontrahentów z państw RWPG był to ustawowy sąd polubowny („arbitraż przymusowy”) i stosowane było prawo RWPG. Orzeczenia arbitrażowe były również egzekwowane w państwach zachodnich.

## Publikacje
- Przegląd Ekonomiczny NRD (DDR-Wirtschaftsumschau),
- Eksport NRD (DDR-Export),
- Podręcznik Gospodarki Zagranicznej i Partner Handlowy NRD (Handbuch der Außenwirtschaft und Handelspartner DDR).

## Kierownictwo
- 1952–1957 – Gottfried Lessing(inne języki)
- 1957–1958 – Reinhold Fleschhut(inne języki)
- 1958–1962 – Fritz Koch
- 1962–1968 – Hans Bahr
- 1968–1981 – Rudolf Murgott(inne języki)
- 1981–1984 – Otto Weitkus(inne języki)
- 1984–1990 – Hans-Joachim Lemnitzer(inne języki)

## Organizacje członkowskie[8]
- Akademie der Wissenschaften der DDR
- AW DDR, Außenwirtschaft Information und Dokumentation
- Bergbauhandel
- Buch-Export, VE AHB der DDR
- Büromaschinen
- CHEMIE-EXPORT-IMPORT, VE AHB der DDR
- Demusa, VE AHB der DDR
- Deutsche Außenhandelsbank AG (DABA)
- Elektrotechnik Export-Import
- Fachschule für Außenwirtschaft ”Joseph Orlopp”
- Forschungsinstitut des Ministeriums für Außenhandel (FMA)
- Fortschritt Landmaschinen Export-Import, VE AHB der DDR
- FRUCHTIMEX Außenhandelsgesellschaft mbH
- Glas-Keramik, VE AHB der DDR
- Heim-Electric Export-Import, VE AHB der DDR
- Hochschule für Ökonomie “Bruno Leuschner, Sektion Außenwirtschaft (HfÖ)
- HOLZ UND PAPIER Export-Import,VE AHB der DDR
- Iberma GmbH, Gesellschaft für internat. Wirtschafts- und Marktberatung
- Industrieanlagen-Import, VE AHB der DDR
- Institut für soz. Wirtschaftsführung der Außenwirtschaft (ISWA)
- intercontrol GmbH, Warenkontrollgesellschaft der DDR
- Intermed-export-import
- Interpelz, VE AHB
- interwerbung GmbH, Gesellschaft für Werbung und Auslandsmessen
- Intrac Handelsgesellschaft mbH
- Invest-export
- Institut für Internationale Politik und Wirtschaft
- Isocommerz GmbH, Binnen- und AHU für radioaktive und stabile Isotope
- Kamerafilm
- Ko-impex, Handelsgesellschaft mbH für Konsumgüteraustausch
- Leipziger Messeamt
- Limex –Bau-Export-Import, VE AHB der DDR
- Maschinen
- Metallurgiehandel, VE Außen- und Binnenhandelsbetrieb der DDR
- MLW intermed-export-import VE AHB der DDR
- Nahrung Export-Import, VE AHB der Landwirtschaft und Nahrungsgüterwirtschaft der DDR
- ORWO Export-Import, VE AHB der DDR
- POLYGRAPH Export-Import VE AHB der DDR
- Redaktion “DDR-Außenwirtschaft” (AWID)
- Schiffscommerz, VE AHB der DDR
- TechnoCommerz GmbH, VE AHB der DDR
- Textil Commerz, VE AHB der DDR
- Transinter, Außenhandelsvertretungen und internat. Kooperation GmbH
- Transportmaschinen Export-Import, VE AHB der DDR
- union haushaltgeräte-export-import, VE AHB der DDR
- Unitechna Außenhandelsgesellschaft mbH
- VE Ingenieur-Technischer Außenhandel
- VEB Carl-Zeiss Jena, AHB der DDR
- VEB Industrieanlagenexport INEX
- VEB Kombinat Fortschritt und Landmaschinen
- VEB MONSATOR
- VEB Petrolchemisches Kombinat Schwedt
- VEB Rationalisierungs- und Rechenzentrum Außenhandel
- VEB Uhren und Maschinenkombinat Ruhla
- VEB Waschgerätewerk Schwarzenburg
- VEB Werkzeugmaschinen-Kombinat “7. Oktober” Berlin
- VVB DEKO
- VVB Energieversorgung
- VVB Schiffbau
- VVB Trikotagen und Strümpfe
- WMW-Export-Import, VE AHB der DDR
- Wiratex Außenhandelsgesellschaft mbH
- Zellstoff und Papier Export/Import, VE AHB der DDR
- Zentrales Büro für Internationalen Lizenzhandel
- ZENTRAL-KOMMERZ GmbH, Gesellschaft für Internationalen Handel
- Zimex GmbH, AHB der polygraphischen Industrie der DDR

## Siedziba
Początkowo mieściła się w budynku zaprojektowanym przez Kurta Berndta z 1908 przy Unter den Linden 40 (1955-1972), następnie przy Schadowstr. 1b (1975-1981), i w budynku z 1886 przy Schönholzer Str. 10-11 (1983-1990).